# Nenzel, Nebraska
Nenzel, Nebraska (енгл. Nenzel) град је у америчкој савезној држави Небраска.

## Демографија
По попису из 2010. године број становника је 20, што је 7 (53,8%) становника више него 2000. године.
| Група             | 2000.       | 2010.      |
| Белци             | 13 (100,0%) | 15 (75,0%) |
| Афроамериканци    | 0 (0,0%)    | 0 (0,0%)   |
| Азијати           | 0 (0,0%)    | 0 (0,0%)   |
| Хиспаноамериканци | 0 (0,0%)    | 0 (0,0%)   |
| Укупно            | 13          | 20         |